# Famille Alberti (artistes)
Ne doit pas être confondu avec Famille Alberti (Florence).
Pour les articles homonymes, voir Alberti.

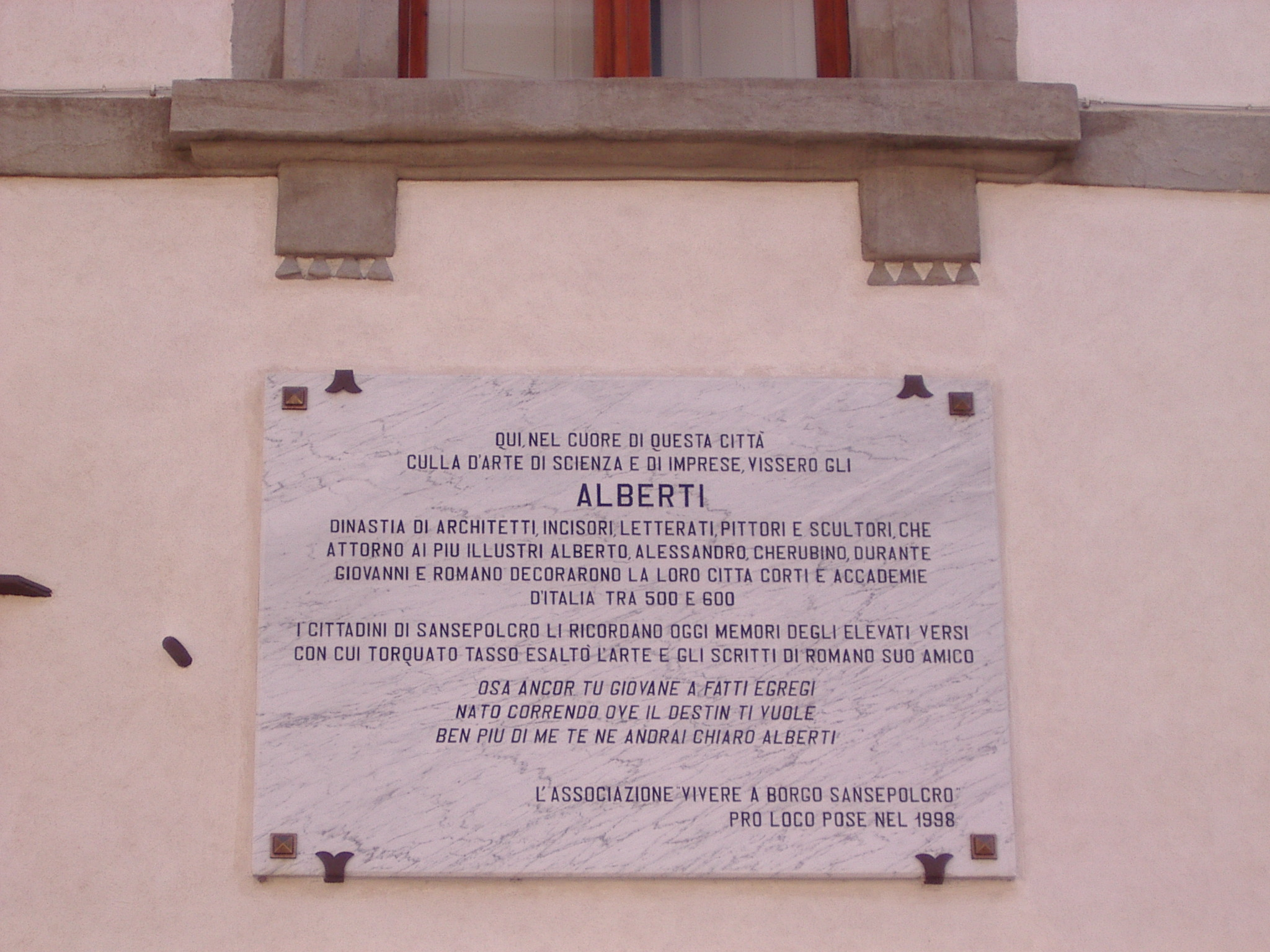
Plaque commémorative à Sansepolcro.

La famille Alberti est une famille d'artistes italiens  de la Renaissance originaires de Sansepolcro (Toscane).
- Alberto Alberti  (v. 1525 -  1598), architecte, peintre, sculpteur sur bois.
  - Alessandro Alberti  (1551 - 1590), peintre.
  - Cherubino Alberti  (1553  - 1615), peintre et graveur.
  - Giovanni Alberti  (1558 - 1601), peintre.

Leur sont apparentés les membres de la branche suivante :
- Nero Alberti da Sansepolcro, peintre.
  - Cosimo Alberti (?? -1580), sculpteur, graveur et peintre.
  - Durante Alberti  (v. 1556 -1623).
    - Chiara Alberti, peintre
    - Pierfrancesco Alberti peintre et graveur.

## Pour approfondir